# Auxelles-Bas
Auxelles-Bas (deutsch früher Niederassel) ist eine französische Gemeinde im Département Territoire de Belfort in der Region Bourgogne-Franche-Comté.

## Geographie
Auxelles-Bas liegt auf 489 m über dem Meer, etwa zwölf Kilometer nordnordwestlich der Stadt Belfort (Luftlinie). Das Dorf erstreckt sich am Südfuß der Vogesen unterhalb der Planche des Belles Filles, am Rand des Beckens von Giromagny, das sich zwischen den Vogesen, den Hügeln der Forêt de Roppe und der Montagne de Salbert ausdehnt, am Bachlauf des Rhôme. Es liegt im Regionalen Naturpark Ballons des Vosges.
Die Fläche des 9,41 km² großen Gemeindegebiets umfasst einen Abschnitt im Bereich des Vogesenvorlandes. Der zentrale Teil des Gebietes wird in Nordwest-Südost-Richtung vom Tal des Rhôme durchquert, der für die Entwässerung zur Savoureuse sorgt. Anfangs noch relativ schmal weitet sich der Talboden unterhalb des Dorfes zu einer fast ein Kilometer breiten Talebene. Hier befinden sich mehrere Weiher, die einst für die Fischzucht angelegt wurden. Das Tal des Rhôme wird von der leicht gewellten Landschaft am Nordwestrand des Beckens von Giromagny flankiert. Im Osten erhebt sich die Anhöhe des Fort de Giromagny, während im Westen die Waldhöhe des Bois de Lachapelle die Abtrennung zum angrenzenden Tal des Rahin bildet. Das Gebiet ist teils von Acker- und Wiesland, teils von Wald bestanden. Nach Norden erstreckt sich das Gemeindeareal bis an den Fuß der Vogesen unterhalb der Höhen Mont Ménard und Mont Ordon-Verrier. Mit 621 m wird hier die höchste Erhebung von Auxelles-Bas erreicht.
Nachbargemeinden von Auxelles-Bas sind Auxelles-Haut im Norden, Giromagny und Chaux im Osten, Lachapelle-sous-Chaux im Süden sowie Plancher-Bas im Westen.

## Geschichte
Erstmals urkundlich erwähnt wird Auxelles im Jahr 1135 unter dem Namen Acella. Im weiteren Verlauf folgten die Bezeichnungen Ascella (1156), Axella und Aucella (1221). Wahrscheinlich im 10. oder 11. Jahrhundert wurde auf dem Hügel östlich des Dorfes eine erste Burg erbaut, die den Herren von Faucogney gehörte. Zunächst im Einflussbereich der Grafen von Montbéliard stehend, gelangte das Dorf Mitte des 14. Jahrhunderts unter die Oberhoheit der Habsburger. Die Burg Assel kam 1520 an die Grafen von Ferrette. Seit 1569 wird zwischen den beiden Gemeinden Auxelles-Bas und Auxelles-Haut unterschieden. Die Burg wurde während des Dreißigjährigen Krieges gebrandschatzt, zerfiel zur Ruine und wurde später als Steinbruch für den Bau neuer Häuser im Dorf benutzt. Zusammen mit dem Sundgau kam Auxelles-Bas mit dem Westfälischen Frieden 1648 an die französische Krone. Seit 1793 gehörte Auxelles-Bas zum Département Haut-Rhin, verblieb jedoch 1871 als Teil des Territoire de Belfort im Gegensatz zum restlichen Elsass bei Frankreich.
Lange Zeit war Auxelles-Bas auf Bergbau und Verarbeitung der Erze (Kupfer, Silber) ausgerichtet. Im Verlauf des 19. Jahrhunderts siedelte sich Textilindustrie an. Die Fabrik wurde nach der Krise in der Textilbranche in den 1930er Jahren aufgegeben. Heute ist Auxelles-Bas Mitglied des Gemeindeverbandes Vosges du Sud.
In den 2020er Jahren wurden Untersuchungen angestellt, ob die alte Wolfram Mine wieder betrieben werden kann.

## Bevölkerung
| Jahr      | 1962 | 1968 | 1975 | 1982 | 1990 | 1999 | 2007 | 2020 |
| Einwohner | 321  | 283  | 325  | 361  | 353  | 461  | 474  | 443  |

Mit 422 Einwohnern (1. Januar 2022) gehört Auxelles-Bas zu den kleinen Gemeinden des Départements Territoire de Belfort. Nachdem die Einwohnerzahl in der ersten Hälfte des 20. Jahrhunderts markant abgenommen hatte (1906 wurden noch 764 Personen gezählt), wurde seit Beginn der 1970er Jahre wieder ein Bevölkerungswachstum verzeichnet.

## Sehenswürdigkeiten
Die St.-Katharinen-Kirche (Église Sainte-Catherine) im Stil der Neugotik wurde 1876 geweiht; der Turm stammt von 1880. Von der ehemaligen Burg Assel existieren nur noch wenige Überreste.
An der östlichen Gemeindegrenze befindet sich das Fort de Giromagny als Teil des Système Séré de Rivières (auch Barrière de fer / Eiserne Barriere), des Festungsgürtels um die Stadt Belfort.

St.-Katharinen-Kirche in Auxelles-Bas
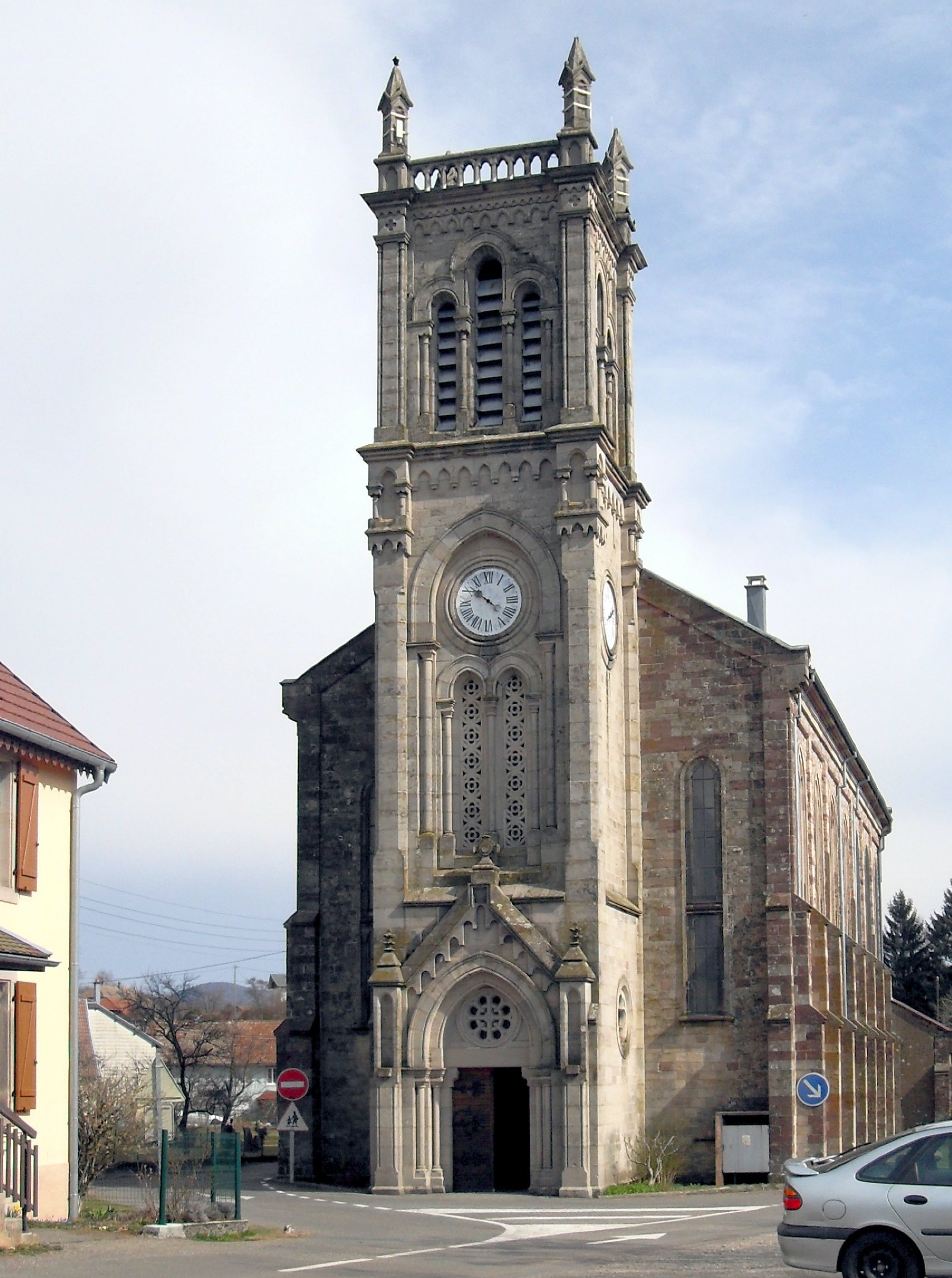
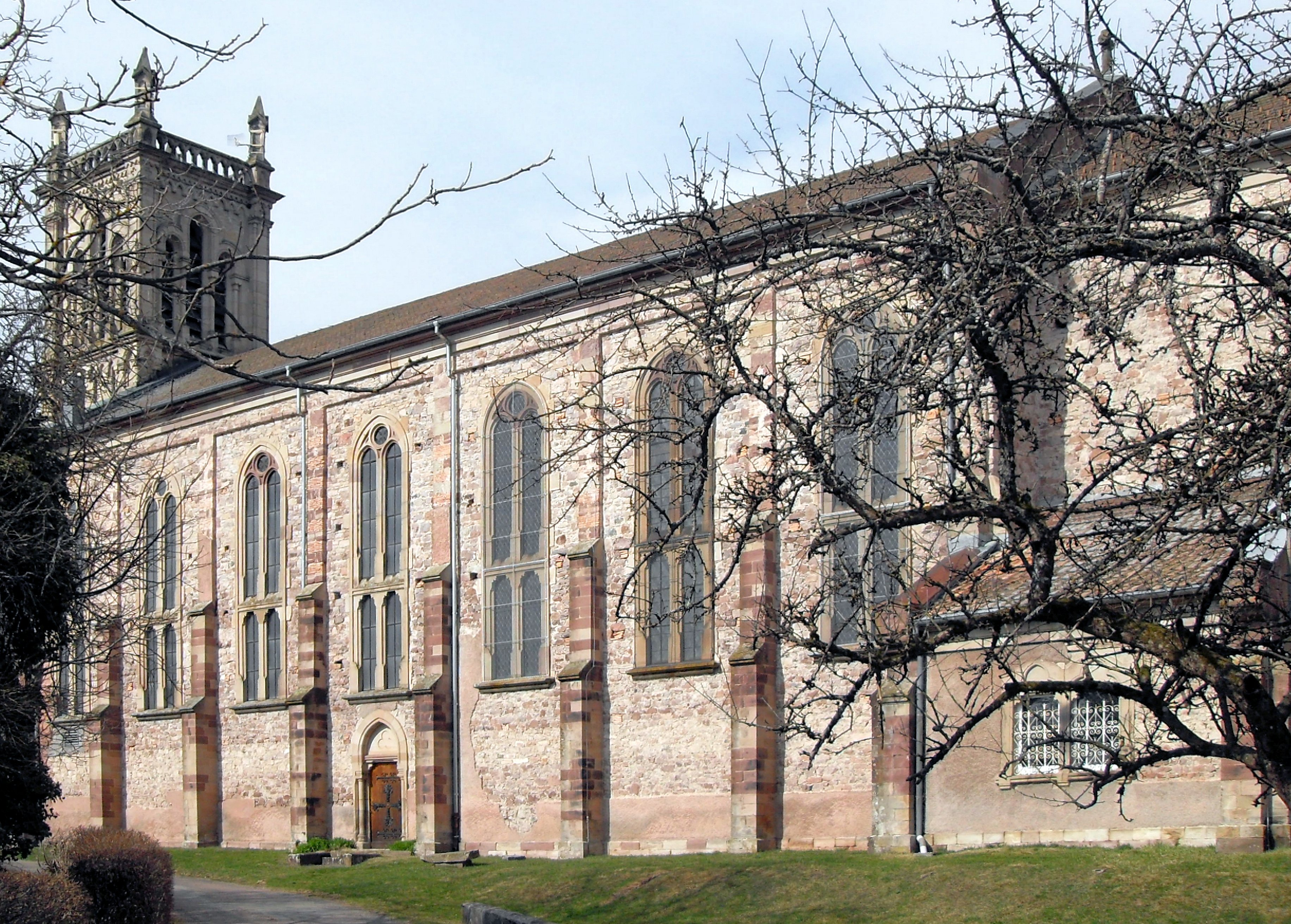
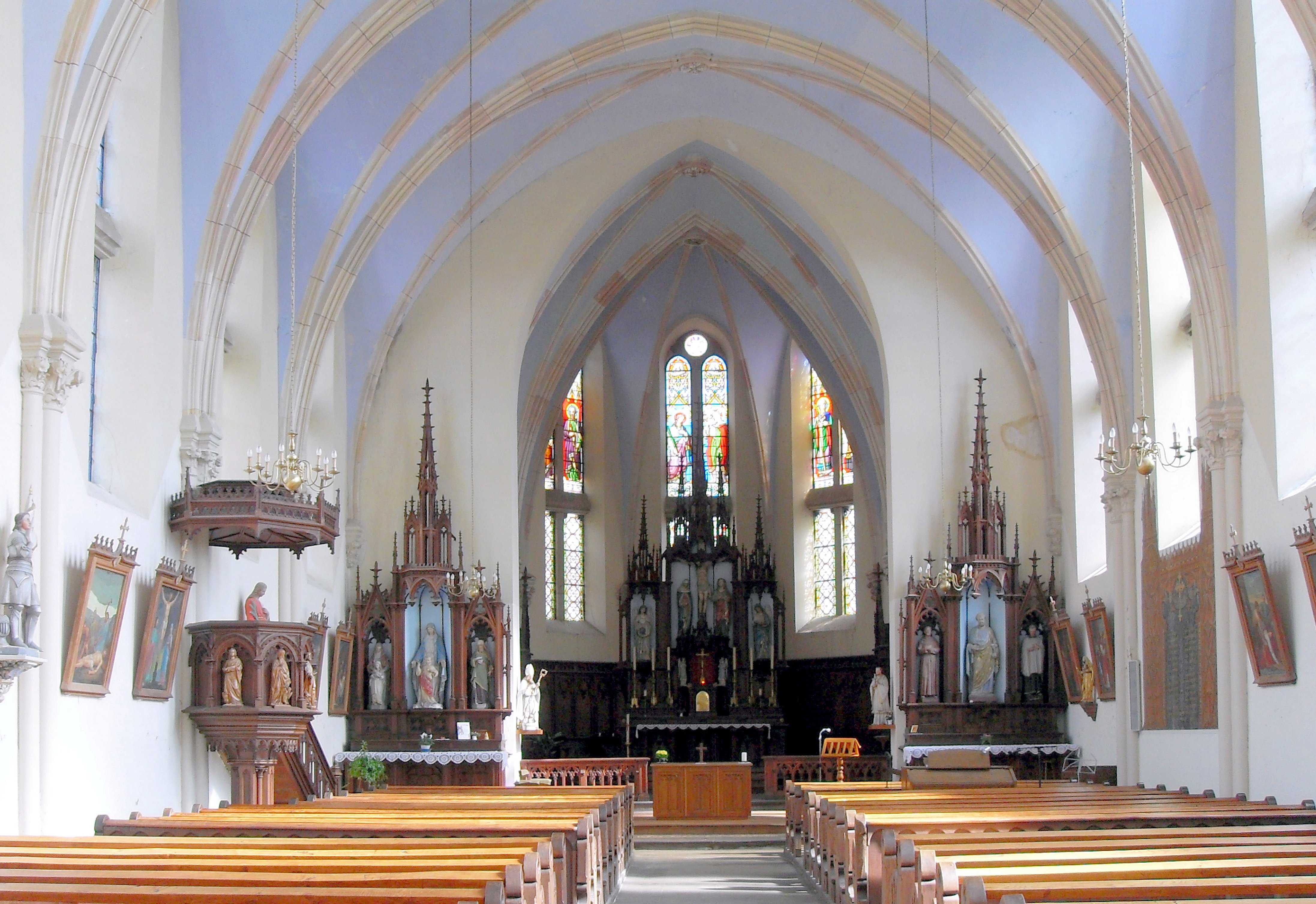

## Wirtschaft und Infrastruktur
Auxelles-Bas war schon früh ein vorwiegend durch Gewerbe (Mühlen, Webereien) geprägtes Dorf. Heute gibt es einige Betriebe des Klein- und Mittelgewerbes, unter anderem eine Aluminiumgießerei und eine Großsägerei. Mittlerweile hat sich das Dorf auch zu einer Wohngemeinde gewandelt. Viele Erwerbstätige sind deshalb Wegpendler, die in den größeren Ortschaften der Umgebung und in der Agglomeration Belfort ihrer Arbeit nachgehen.
Die Ortschaft liegt abseits der größeren Durchgangsachsen an einer Departementsstraße, die von Giromagny entlang dem Vogesenfuß nach Ronchamp führt. Der nächste Anschluss an die Autobahn A36 befindet sich in einer Entfernung von ungefähr 15 Kilometern. Weitere Straßenverbindungen bestehen mit Lachapelle-sous-Chaux und Auxelles-Haut.